# Red Global de Aprendizajes
La Red Global de Aprendizajes es una comunidad profesional de aprendizajes. Representa a Uruguay en la alianza internacional Nuevas Pedagogías para el Aprendizaje Profundo – New Pedagogies for Deep Learning- , que se basa en los planteos de Michael Fullan sobre nuevas pedagogías de aprendizaje, a través de un marco común de acciones e investigación. En esa alianza global en 2021, está integrada por  Australia, Canadá, Estados Unidos, Finlandia, Holanda, Hong Kong, Japón, Nueva Zelanda, Taiwán  y Uruguay, que participa a través de ANEP y Plan Ceibal. Red Global de Aprendizajes es “un proyecto simultáneo de investigación y acción", que estimula el aprendizaje profundo y genera cambios sobre la base del centro educativo, definido como la unidad de cambio. En los centros Red, docentes y equipos de dirección trabajan juntos en torno a los objetivos del centro, para los que promueve seis competencias, conocidas como las seis C: ciudadanía, creatividad, colaboración, carácter, pensamiento crítico y comunicación, que son el marco en que se trabaja la experiencia de aprendizaje.

## Breve reseña histórica
El origen de la Red Global de Aprendizajes en Uruguay data de 2014, cuando Plan Ceibal, en asociación con ANEP, comienza a reflexionar acerca del propósito pedagógico de la tecnología, y se plantea su utilización como herramienta para acelerar un cambio necesario y fundamental. La asociación de Plan Ceibal con la Red Global de Aprendizajes se basa en su objetivo, que es “impulsar junto al sistema educativo una educación innovadora e inclusiva mirando al futuro, aprovechando las oportunidades que ofrece la tecnología, para que cada estudiante del Uruguay desarrolle su potencial de aprendizaje y creatividad, construyendo capacidades para la ciudadanía global”. 
Según Miguel Brechner (presidente Plan Ceibal 2007-2019), Plan Ceibal “se propuso hacer más eficiente el empleo de la tecnología para el uso de la información en la toma de decisiones, aportar en el diseño de la práctica docente cotidiana para acelerar los procesos de aprendizaje y aprovechar la generación de redes de profesionalización docente y de trabajo colaborativo entre centros educativos de Uruguay y el mundo”.
La Red Global de Aprendizajes funciona en el Uruguay desde febrero de 2014, cuando comenzó la capacitación del equipo en el marco de las Nuevas Pedagogías, mediante encuentros internacionales en Hong Kong, Londres, Seattle y Toronto. Luego se convocó a los Consejos Desconcentrados de la ANEP para reunir un número de 100 centros, que desde junio de 2014 se convirtieron en los primeros centros red del Uruguay.
Para el 2021, más de 700 centros educativos forman parte de la Red Global, entre los que se encuentran centros de Primaria, Media básica, Media superior, Formación Docente, Educación Técnica, escuelas rurales, Centros Educativos Asociados, tanto públicos como privados. Dentro de la alianza internacional de NPDL, Uruguay es la única experiencia a nivel país, es decir, es el único miembro que despliega el marco Red a nivel nacional, sin circunscribirse a distritos ni a comunidades locales específicas. 
Para desarrollar su trabajo a nivel nacional, la Red Global de Aprendizajes se organiza en tres áreas: Nuevas Mediciones, Territorio y Desarrollo de Capacidades.

## Nuevas pedagogías para el aprendizaje profundo
Nuevas pedagogías para el aprendizaje profundo (NPDL, New Pedagogies for Deep Learning, por sus siglas en inglés) es una red internacional de escuelas, sistemas y líderes educativos que promueven el Aprendizaje Profundo, un modelo pedagógico enfocado en el desarrollo de competencias universales y apoyado por la implementación de nuevas pedagogías experimentales.

## Aprendizaje Profundo
El objetivo principal del Aprendizaje Profundo es “ir más allá de los contenidos existentes”  en las escuelas, esto es: pasar de impartir contenidos a centrarse en el proceso de aprendizaje del estudiante, estimular su autonomía, autorregulación y creatividad. Aprender en profundidad significa entonces “crear y utilizar nuevos conocimientos en el mundo” 
Según la teoría propuesta, las competencias universales a desarrollar y promover en el aula de clase son: creatividad, colaboración, carácter, ciudadanía, comunicación y pensamiento crítico. La propuesta de implementación se basa en el uso de nuevas pedagogías diseñadas a partir de tres principios fundamentales: nuevas asociaciones para el aprendizaje, tareas de aprendizaje en profundidad y uso de herramientas y recursos digitales
Dichos principios se traducen a una metodología de diseño (Design Thinking) para su implementación, y constituyen así lo que se conoce como los cuatro pilares del Aprendizaje Profundo:
- Alianzas de aprendizaje
- Ambientes de aprendizaje
- Prácticas pedagógicas
- Apalancamiento digital

## Iniciativas
Como parte de la estrategia de implementación y difusión del marco de trabajo, uno de los objetivos de la Red Global es estimular la conformación de comunidades profesionales de aprendizaje. Para eso ofrece distintas instancias de formación y propuestas de trabajo en las que docentes, equipos directivos, estudiantes y demás miembros de las comunidades educativas se encuentran para reflexionar sobre las prácticas, estudiar aspectos teóricos, ensayar nuevos diseños y participar activamente en situaciones de aprendizaje. A continuación se listan algunas de ellas. 

### Cursos virtuales
Se trata de espacios completamente en línea y abiertos para que los docentes puedan iniciar un recorrido teórico por las Nuevas Pedagogías para el Aprendizaje Profundo y trabajar sobre algunos de sus aportes. Desde el inicio se impartieron en modalidad enteramente virtual mediante CREA,  la plataforma educativa de CEIBAL, que se ofrece gratuitamente a todos los actores del sistema educativo uruguayo. En su mayoría, los cursos están diseñados en bloques trimestrales, y solo unos pocos son de una duración anual. Las temáticas abarcan desde una introducción al marco de las Nuevas Pedagogías, hasta el acompañamiento a la producción de artículos académicos. Hasta el 2021, esa oferta formativa contempla ocho cursos con diferentes ejes temáticos, cuyo contenido ha variado a lo largo del tiempo según las necesidades de los docentes y los centros educativos. Se pueden mencionar: tecnología con sentido pedagógico, liderazgo educativo, diseño de actividades de aprendizaje profundo, apoyo a la producción de artículos académicos, entre otros.

### Desafíos profundos
El eje principal de los desafíos profundos es presentar temáticas y/o problemáticas del mundo actual, y se invita a docentes y estudiantes a buscar soluciones reales.
Están pensados para toda la comunidad educativa, sean o no parte de la Red. Nacieron en el año 2015, cuando grupos creativos de distintas partes del mundo trabajaron para superar desafíos en un plazo de cuatro semanas.  Una de las iniciativas que planteó Uruguay se llamó “El artefacto del futuro”, para lo que invitó a las comunidades educativas a diseñar artefactos sustentables para proteger el medio ambiente y la vida en el planeta.
Desde el año 2015 hasta el presente, se han diseñado desafíos diferentes, con una variación de la propuesta de participación, la temática general, los niveles a los que están dirigidos y las formas de participar.
En 2021, con el “Misterio de Cabo Frío”, la Red Global publicó la primera novela educativa transmedia, y un ejemplo de propuesta de gamificación.

### Misterio de Cabo Frío
Misterio de Cabo Frío es el nombre que recibió el Desafío Profundo 2021-2022, la primera novela educativa transmedia desarrollada en el país. 
Se convocó al comunicador y escritor uruguayo Guillermo Lockhart para colaborar en la escritura de una novela destinada a   niños, niñas y jóvenes. En esa historia, cinco protagonistas reciben un misterioso mensaje en el baño del liceo del pueblo de Cabo Frío. Los cinco tratarán de comprender el significado de ese mensaje, y resolverán diversos misterios que los llevan a visitar parajes y lugares conocidos del Uruguay: Gruta del Palacio, el Cerro Arequita, el bosque Monte de los Ombúes, el Parque Rivera, el Museo Blanes y el Castillo Pittamiglio. 
La novela apareció primero en el sitio web de Desafío Profundo, donde los capítulos se habilitaban de a poco, a lo largo del 2021. Quien lee la novela puede decidir qué recorrido hacer o a qué personaje seguir, elecciones que emulan el formato de los libros de elige tu propia aventura. La lectura en la web propone, a su vez ,desafíos de ajedrez, de pensamiento computacional y desafíos generales, todos relacionados con el aprendizaje y con la historia de Misterio de Cabo Frío.
Acompañando la versión online, se publicó una novela en papel y se adaptó la historia a una radionovela. Completando el formato transmedia, Misterio de Cabo Frío puede consumirse en papel, por podcast o desde una tablet, computadora o celular y, además, participando en juegos y resolviendo desafíos.
Junto a la novela publicada en papel, se editó una guía docente con propuestas e ideas para vincular la historia de los personajes de y Cabo Frío con los contenidos programáticos del curriculum de Primaria y Media de Uruguay

### ENLACE
Los llamados ENLACEs son encuentros nacionales entre docentes y formadores de la Red Global de Aprendizajes. ENLACE es un acrónimo, que significa Encuentro Nacional de Laboratorios de Aprendizaje para el Cambio Educativo, y refiere a los encuentros presenciales entre docentes, pensados como un espacio de formación para discutir sobre el marco Red.
Hasta el año 2020, los ENLACEs se llevaban a cabo en jornadas extensas de 8h, en la sede de Ceibal, en el Latu, y en distintos puntos del territorio nacional.
Con la pandemia por la COVID-19, los ENLACES en 2020 y 2021 pasaron a la modalidad virtual por videoconferencia, en una extensión reducida de hora y media, pero con mayor frecuencia anual. De hecho, cada ENLACE se repetía dos veces el mismo día, para que puedan asistir docentes a la mañana o a la tarde. 

### ENLACE 360
Los enlaces 360 son actividades que organiza la Red Global de Aprendizajes con docentes estudiantes, investigadores, que se interesan en la educación, las nuevas pedagogías y el uso de tecnología para compartir conocimientos.
Consiste en un evento masivo, donde estudiantes y educadores exponen sobre el escenario sus propias experiencias de aprendizaje, junto a expertos nacionales e internacionales, que hablan sobre educación. 

El actual presidente del Plan Cibal, Leandro Folgar, destaca la importancia del ENLACE 360:
<<Nunca fue tan cierto el concepto de que tenemos tanta capacidad como las comunidades que integramos. Esas comunidades están hoy representadas en este Enlace 360, que pone en evidencia la cantidad de experiencias e innovación descentralizada que tenemos en nuestro país>>

### Serie Aprendices
Aprendices estrenó su primera temporada en 2021, y puede definirse como un ciclo de conversaciones para toda la comunidad educativa. 
Los protagonistas son figuras destacadas del mundo del arte, el deporte, la academia, el ámbito empresarial, la comunicación y las tecnologías. Entrevistas breves e íntimas, disponibles en YouTube, en las que los protagonistas ponen el foco en las competencias para la vida, en contar cómo aprendieron a ser lo que son, y el papel de la educación en ese trayecto profesional.
Todos los episodios de la primera serie original de Plan Ceibal y ANEP, producida por la Red Global de Aprendizajes, se encuentran en la web aprendices
En el 2021, formaron parte del ciclo: María Dodera, Nicolás Jodal, Denise Mota, Javier Mazza, Gladys Marquisio, Álvaro Galiana, Lucía Clerici y Santiago Dieste.
En el 2022, los invitados serán: Melina Furman, Facundo Ponce de León, Laura Paipó, Guillermo Lockhart, Lucía Soria, “Tatita” Márquez, Guadalupe Senturión y Santiago Barreiro.

### Premios Nodo
En el 2021 el Ministerio de Educación y Cultura del Uruguay, junto con  la Administración Nacional de Educación Pública (ANEP) y el Plan Ceibal, convocaron por primera vez a distintos centros educativos y equipos docentes, tanto de instituciones públicas como privadas, a participar en los Premios Nodo a la innovación pedagógica.
Estos premios consideran la innovación como una mirada distinta de lo cotidiano y no directamente relacionada con lo tecnológico. Se trata de reconocer nuevas maneras de enseñar para lograr aprendizajes profundos y de premiar proyectos originales que proponen abordajes imaginativos.
La Red Global de Aprendizajes se encarga del acompañamiento de los 10 finalistas de los Premios Nodo, de los que saldrán los ganadores por el jurado y por el voto del público.

## Diseño y registro de actividades

### AAP (actividades de aprendizaje profundo)
Responden a un proyecto/experiencia de aprendizaje que recorre el ciclo de investigación colaborativa (CIC).

### CIC (ciclo de investigación colaborativa)
Es “el marco metodológico que proponen las nuevas pedagogías para desarrollar el aprendizaje profundo en el centro educativo y en el aula”. Está integrado por cuatro etapas que se interrelacionan: evaluación (generación de un diagnóstico de áreas a fortalecer/mejorar); diseño (plan de acción que atienda las áreas detectadas); implementación (puesta en marcha del plan de acción, que se monitorea de acuerdo a los indicadores establecidos en la etapa previa); reflexión y cambios (análisis del impacto alcanzado con la rúbrica de centro, que es la herramienta para construir espacios de diálogo para evaluar las condiciones del centro en cinco dimensiones).

### MAP (momento de aprendizaje profundo)
Herramienta para que el docente registre y comparta prácticas educativas que desarrollan aprendizaje profundo, para construir comunidad profesional de aprendizaje que retroalimente esas prácticas.